# 朝霞郵便局
朝霞郵便局（あさかゆうびんきょく）は埼玉県朝霞市にある郵便局。民営化前の分類では集配普通郵便局であった。

## 概要
住所：〒351-8799 埼玉県朝霞市本町2-1-32

### 併設施設
- ゆうちょ銀行朝霞店（さいたま支店朝霞出張所）：取扱店番号035530

## 沿革
- 1984年（昭和59年）4月23日 - 朝霞郵便局[1]として、朝霞市溝沼に開局[2][3]。和光郵便局より、朝霞市内の集配業務を移管。
- 1999年（平成11年） - 外国通貨の両替および旅行小切手の売買に関する業務取扱を開始
- 2007年（平成19年）10月1日 - 民営化に伴い、併設された郵便事業朝霞支店、ゆうちょ銀行朝霞店に一部業務を移管。
- 2012年（平成24年）10月1日 - 日本郵便株式会社発足に伴い、郵便事業朝霞支店を朝霞郵便局に統合。

## 取扱内容

### 朝霞郵便局
- 郵便、印紙、ゆうパック、内容証明
- 生命保険、バイク自賠責保険、自動車保険
- 朝霞市内の集配業務
- ゆうゆう窓口

### ゆうちょ銀行朝霞店
- 貯金、貸付、為替、振替、振込、国際送金、外貨両替、国債、投資信託、変額年金保険
- ATM

## 周辺
- 朝霞市役所
- 米軍朝霞キャンプ跡地
  - 朝霞市総合体育館
  - 朝霞中央公園野球場
  - 朝霞中央公園陸上競技場
  - 朝霞市立図書館

## アクセス
- 東武東上線朝霞駅（南口）から徒歩約9分
- 国際興業バス、西武バス 朝霞市役所停留所、もしくは朝霞市内循環バス（わくわく号） 朝霞郵便局前停留所下車
- 東京外環自動車道 和光ICから北西へ、もしくは和光北ICから西へそれぞれ約3km
- 駐車場あり：33台